# The Troubles of an Amateur Detective
The Troubles of an Amateur Detective  è un cortometraggio muto del 1909 diretto da George D. Baker.

## Produzione
Il film fu prodotto dalla Vitagraph Company of America.

## Distribuzione
Distribuito dalla Vitagraph Company of America, il film - un cortometraggio di 128 metri - uscì nelle sale cinematografiche statunitensi il 26 giugno 1909. Nelle proiezioni, veniva programmato con il sistema dello split reel, accorpato in un'unica bobina con un altro cortometraggio prodotto dalla Vitagraph, il drammatico The Old Organ.